# 葵館

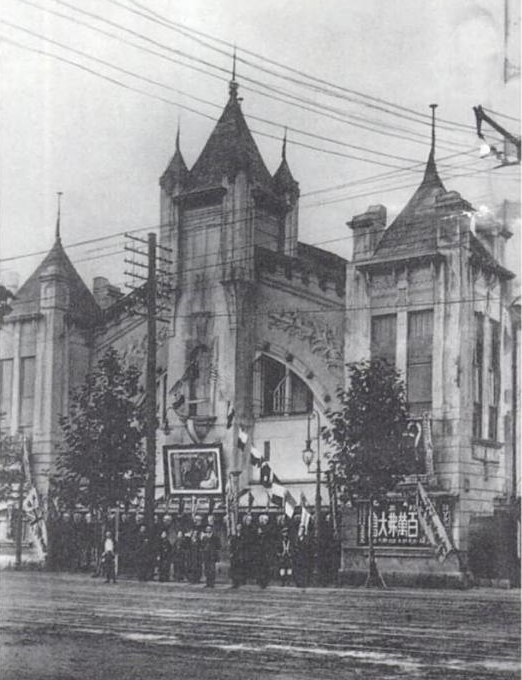
1913年開館後、関東大震災前の葵館。

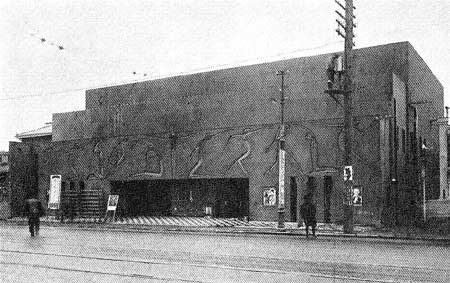
1924年、震災後に復興した葵館。

葵館（あおいかん）は、かつて存在した日本の映画館である。日活の設立2年目に建てられた直営劇場であり、サイレント映画の時代の洋画専門館として知られ、また徳川夢声が同館のスター弁士であったこと、関東大震災後に再建した同館の建築等に吉川清作や村山知義が携わったこと知られる。所在地は赤坂・溜池。

## データ
- 名称 : 日本活動写真株式会社葵館
- 所在地 : 東京府東京市赤坂区溜池30番地（現在の東京都港区赤坂1-1-17）[3]
  - 北緯35度40分15.517秒 東経139度44分38.339秒 / 北緯35.67097694度 東経139.74398306度
- 支配人 : おもな歴代
  - 西川源一郎 （1915年ころ）[4]
  - 山崎某 （1917年ころ）[5]
  - 鹿野千代夫 （ - 1921年）[6]

## 略歴
- 1913年7月 - 開館[1]
- 1924年10月 - 再建・再開[2]
- 1935年 - 閉館[7]

## 概要
1913年（大正2年）7月、東京府東京市赤坂区溜池30番地（現在の東京都港区赤坂1-1-17）に開館した。同地番の区画には、大倉喜七郎の日本自動車、キネマ旬報編集部（1919年創刊）、フロリダダンスホール（1929年創業）があった。
1915年（大正4年）、もともとは撮影技師であったが秋田の凱旋座に特派員として務めていた西川源一郎が、同劇場の支配人に抜擢され、同年9月、同じく秋田にいた活動弁士の福原霊川（徳川夢声）を入社させ、説明部の主任とする。福原は、入社時に説明部に所属した社員たちの反発を受け、改名を余儀なくされたことにより、「徳川家」の「葵」の紋章から、徳川夢声と改名した。1920年（大正9年）、従来女形を用いる新派の劇映画を製作していた日活向島撮影所が第三部を創設し、女優の出演するサイレント映画『朝日さす前』（監督田中栄三）を製作、同年12月31日、洋画専門であった同劇場をフラッグシップに公開した。同作は、1921年（大正10年）の正月映画として公開され、同年1月14日には『白百合のかほり』（監督田中栄三）、4月1日には『流れ行く女』（監督田中栄三）と『噫川島巡査の死』（監督坂田重則）、4月26日には『西廂記』（監督田中栄三）が同館で公開されたが、以降は同撮影所の製作物を上映することはなかった。
同年10月、銀座の金春館がブルーバード映画の時代を過ぎて斜陽期を迎え、挽回を期して、同劇場から支配人鹿野千代夫とともに、人気弁士の徳川夢声をヘッドハンティングする。
1923年（大正12年）9月1日に起きた関東大震災に被災、同館の建物は崩壊したが、翌1924年（大正13年）、日活は吉川清作や村山知義らに設計を発注、村山は喫茶室や緞帳をデザインし、荻島安治が劇場正面のレリーフを制作、同年10月、新装再開業した。これを機に同館が発行していた『週刊アフヒ』は『Aoi Weekly』にリニューアルされ、以降3年間、村山がデザインを行った。同年、新宿武蔵野館で見習い期間を終えた須田貞明（黒澤明の実兄）が、同劇場の活動弁士に着任している。
やがてトーキーの時代が到来し、1930年（昭和5年）には同劇場から活動弁士や楽士が去ることになる。1935年（昭和10年）に閉館、翌年1936年（昭和11年）には細川清がこれを買い取り、同所に「東京自動車市場」を開業した。現在、首相官邸を背に特許庁の並びとなった同地には細川ビルが存在する。

## 葵館と文学
多くの文学者や著名人が同館で映画を観たことを日記に書き残し随筆に書き、小説に同館を登場させている。
- 伊丹万作『私の活動写真傍観史』、『伊丹万作全集2』所収（筑摩書房、1961年）
- 小野佐世男『私の洋画経歴』、『猿々合戦』所収（要書房、1953年）
- 徳田秋声『道尽きず』、『徳田秋声全集 第40巻』所収（八木書店、2003年）
- 永井荷風『断腸亭日乗』（岩波書店、1980年）
- 岡本かの子『岡本かの子全集 11』（ちくま文庫、1994年）
- 高見順『高見順文学全集 第3巻』（講談社、1965年）
- 野口冨士男『私のなかの東京 わが文学散策』（岩波現代文庫、2007年）
- 曽祢益『私のメモアール 霞が関から永田町へ』（日刊工業新聞社、1974年）
- 安藤鶴夫『安藤鶴夫作品集 V』（朝日新聞社、1970年）
- 大蔵貢『わが芸と金と恋』（東京書房、1959年）
- 島崎藤村『島崎藤村全集 第4巻』（筑摩書房、1981年）
- 清水俊二『映画字幕五十年』（早川書房、1985年）
- 久米正雄『墓参』、『現代小説全集 久米正雄集』所収（新潮社、1926年）
- 筈見恒夫『映画五十年史』（創元社、1951年）

## ギャラリー

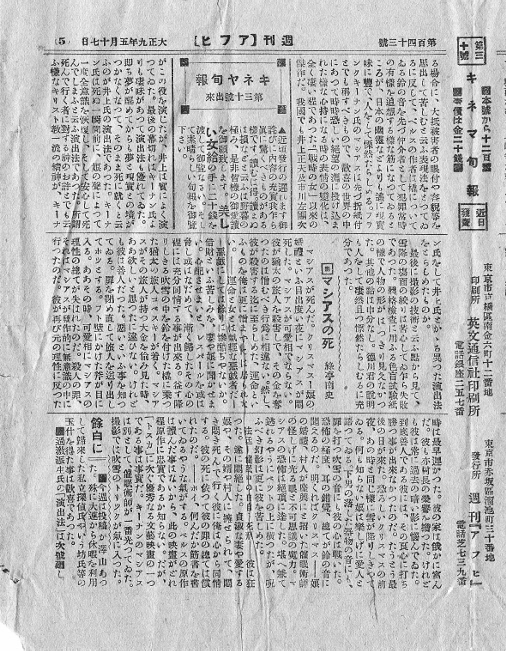
震災前に発行していた『週刊アフヒ』（1920年5月17日発行）
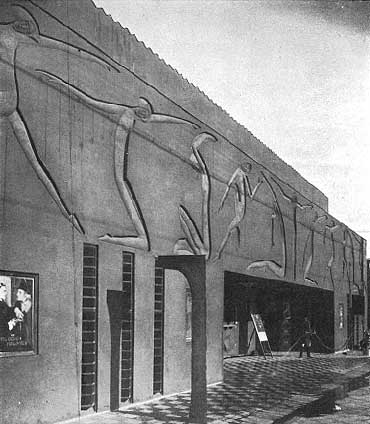
震災後の葵館、表面レリーフ。